# Cigaritis acamas
Cigaritis acamas är en fjärilsart som beskrevs av Johann Christoph Friedrich Klug 1834. Cigaritis acamas ingår i släktet Cigaritis och familjen juvelvingar. Inga underarter finns listade i Catalogue of Life.

## Bildgalleri

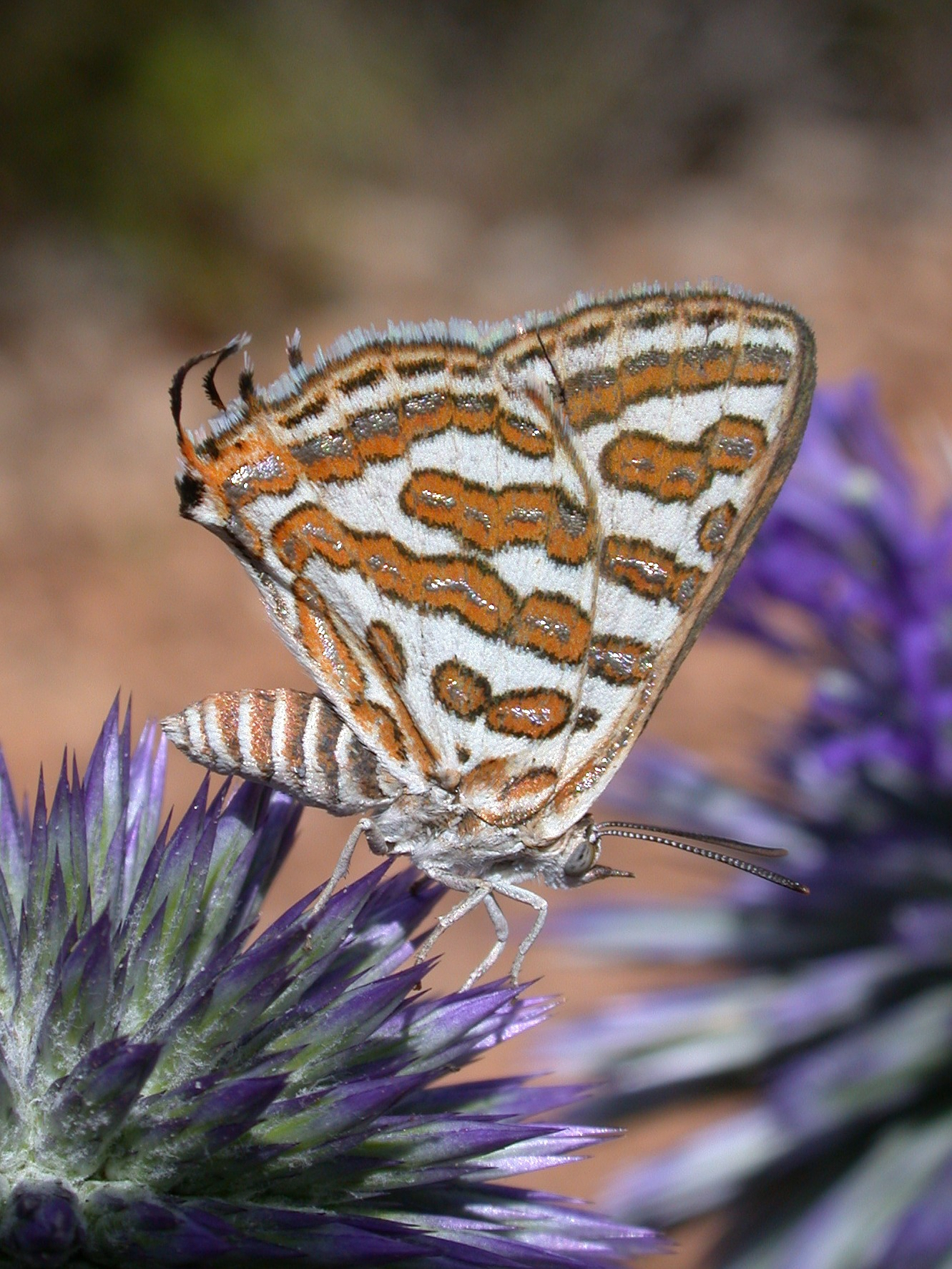
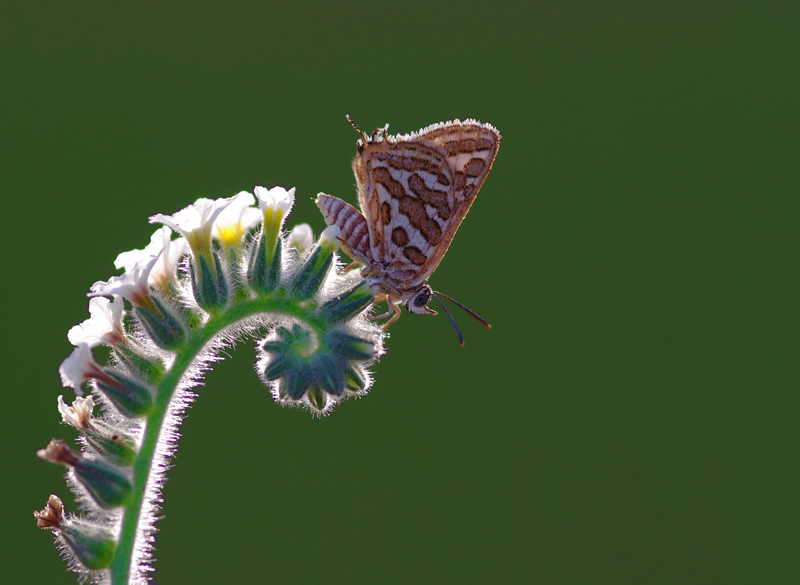
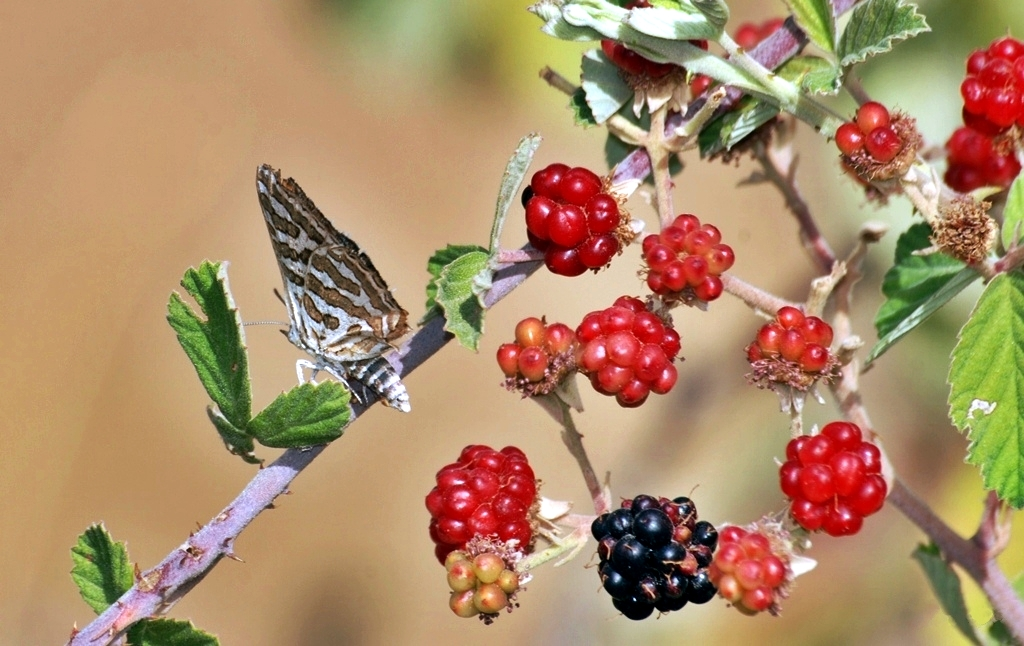